# Truro (Massachusetts)
Truro è un comune degli Stati Uniti d'America facente parte della contea di Barnstable nello Stato del Massachusetts. Di fatto, Truro è composta da due villaggi: Truro e North Truro, localizzati a circa 160 km di distanza da Boston.
Si tratta di una località turistica estiva di poco più di 2 000 abitanti che si trova a sud del vertice settentrionale della penisola di Capo Cod, e deve il suo nome ai coloni inglesi, che la battezzarono come l'omonima cittadina della Cornovaglia.
Oltre metà dell'area in cui sorge Truro fa parte del parco nazionale chiamato Cape Cod National Seashore, fondato nel 1961 dal presidente John F. Kennedy.

## Storia
L'area di Capo Cod è stata a lungo popolata da tribù indigene prima dell'arrivo dei colonizzatori dall'Europa. Durante la colonizzazione inglese, la tribù dei Wampanoag era composta da circa 7 000 persone e sfruttava questi territori per cacciare, pescare e coltivare granoturco.
Nel 1620 i Padri Pellegrini sbarcarono nella zona in cui sarebbero in seguito sorte Truro e Provincetown, ma trovando la zona insopitale decisero di abbandonarla rapidamente.
Truro venne fondata dagli immigrati inglesi intorno al 1690 come porzione settentrionale della cittadina di Eastham. Le due località verranno separate ufficialmente nel 1709. Pesca, caccia alle balene e costruzione di imbarcazioni erano le industrie principali di Truro.
Oggi Truro è una delle località più esclusive di Capo Cod. Qui si trova anche lo Highland Light, il primo faro di Capo Cod eretto nel 1797. Quello che si può ammirare oggi non è però il faro originale, ma una replica del 1857.

## Geografia fisica
Truro si estende su un'area di circa 68 km², dei quali circa il 20% è ricoperto da acque. Il comune sorge a sudest del vertice della penisola di Capo Cod e confina con Provincetown a nord-ovest, con l'Oceano Atlantico a nord e a est, con Wellfleet a sud e con la baia di Capo Cod a ovest.
Intorno alla cittadina si trovano numerosi piccoli stagni.

## Truro nel cinema
Truro compare come location nel film Men in Black II: è infatti la cittadina in cui l'Agente K, interpretato da Tommy Lee Jones, decide di ritirarsi per lavorare come postino.